# Экспедиция Франклина (1819—1822)

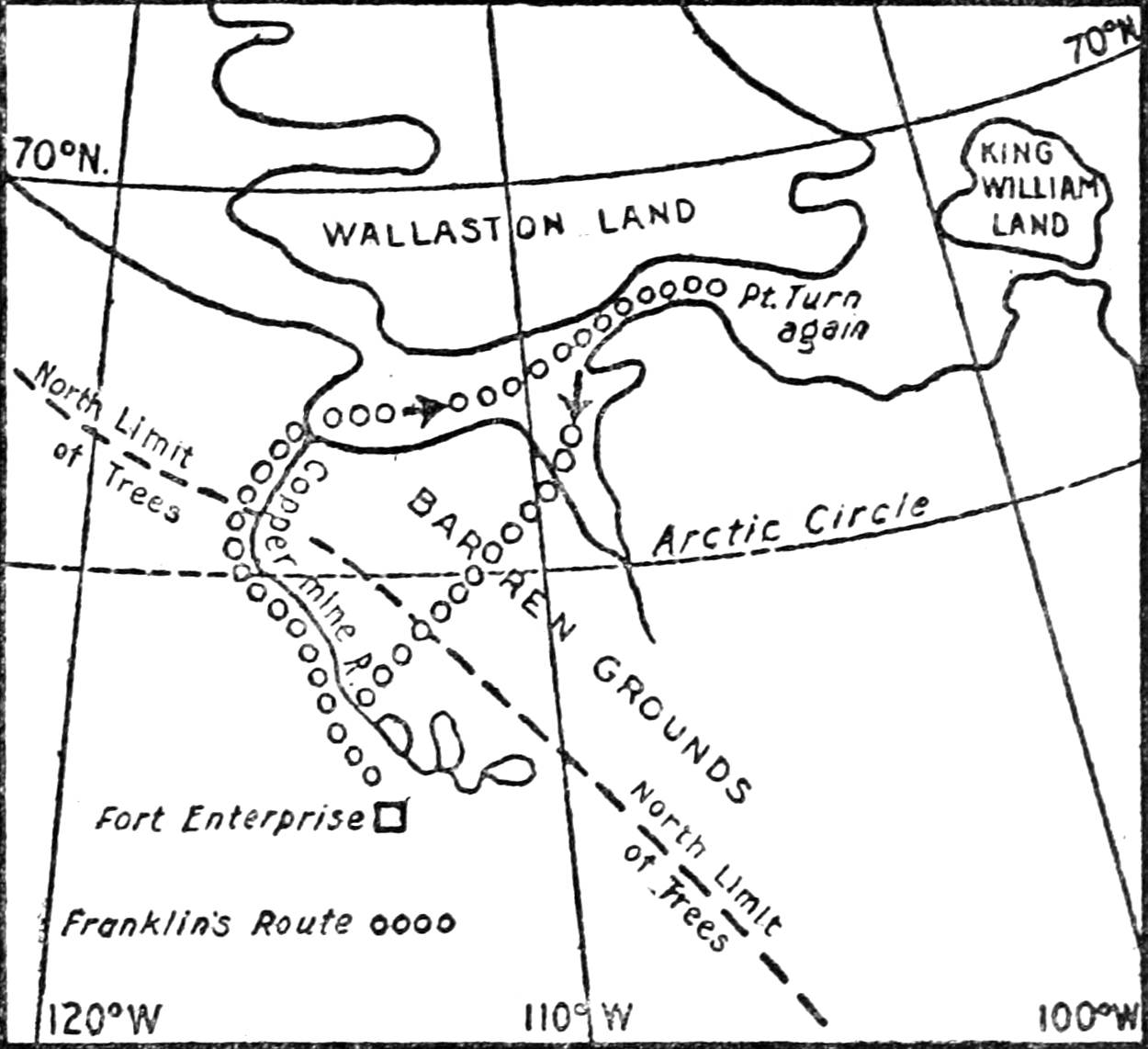
Схема спуска по реке Коппермайн и возвращения через Бесплодные земли

Экспедиция Франклина 1819—1822 годов или Первая экспедиция Франклина — экспедиция по освоению северного побережья Канады в устье реки Коппермайн, организованная Королевским военно-морским флотом Великобритании в рамках попытки отыскать и нанести на карту Северо-Западный проход. Эта была первая из трёх арктических экспедиций, должность руководителя в которых занимал сэр Джон Франклин. В штате предприятия числились также Джордж Бак и Джон Ричардсон, сами ставшие впоследствии известными полярными исследователями.
Экспедиция характеризовалась плохим планированием, невезением и невыполнением обещаний. Поддержка со стороны местных торговцев мехом и коренных народов оказалась меньшей, чем ожидалось. В связи с нарушением поставок пропитания и необычайно суровыми погодными условиями люди постоянно были близки к голодной смерти.
В конце концов, побережье Северного Ледовитого океана было достигнуто, но лишь 500 миль (800 км) были изучены, прежде чем у партии закончились запасы продовольствия и наступила зима, что заставило людей повернуть в обратный путь. Экспедиционеры предприняли отчаянную попытку возвращения по ранее неизведанной территории, жестоко страдая от голода, зачастую употребляя в пищу один только лишайник. Одиннадцать из двадцати членов похода были спасены индейским племенем йеллоунайф, которое ранее не выполнило часть своих обязательств. От выживших распространились слухи об убийствах и возможных фактах каннибализма в рядах экспедиционной партии.
После возвращения местные торговцы мехом обрушились на Франклина с критикой за планирование экспедиции, носившее случайный характер, и неспособность адаптироваться к условиям, с которыми он вынужден был столкнулся. Однако в Англии Франклин был принят как герой, его чествовали за проявленное в экстремальной ситуации мужество. Экспедиция захватила воображение публики, в особенности отчаянный поступок её руководителя, — сэр Джон Франклин стал известен как «человек, который съел свои башмаки».

## Предпосылки

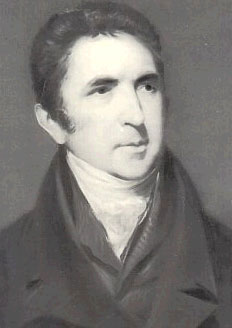
Сэр Джон Барроу активно продвигал исследования Арктики Королевским военно-морским флотом

В первые годы после наполеоновских войн британский флот под влиянием сэра Джона Барроу обратил своё внимание на возможность открытия Северо-Западного прохода, предполагаемого маршрута вдоль северного побережья Канады, который бы предоставил европейским судам лёгкий доступ к рынкам Востока. Доказательством существования прохода служило то, что китобои в Беринговом проливе добывали китов с гренландскими копьями, тогда как китобои Гренландии периодически вылавливали китов с копьями, используемыми в Беринговом проливе. Однако лабиринт островов северной Канады был почти не нанесён на карту, и не было известно ни одного свободного ото льда прохода. К 1819 году северное побережье Канады представало перед взором лишь двух европейцев: в 1771 году Самюэль Хирн обследовал устье реки Коппермайн в точке, лежащей приблизительно в 1500 милях (2400 км) к востоку от Берингова пролива, и в 1789 году Александр Маккензи изучил устье реки, названной его именем. Оно находилось приблизительно в 500 милях (800 км) к западу от устья реки Коппермайн.
В 1818 году Барроу послал свою первую экспедицию на поиски Северо-Западного прохода под руководством Джона Росса. Предприятие закончилось провалом: Росс вошёл в пролив Ланкастер, но, решив, что оказался в заливе, развернул суда и вернулся в Великобританию. В то же время, Дэвид Бьюкен сделал попытку доплыть из Англии прямо до Северного полюса, пройдя через Берингов пролив (Барроу был сторонником гипотезы, что вокруг Полюса простирается Полярное море — свободная ото льда акватория), но вернулся лишь с известием, что к северу от Шпицбергена находится ледовая преграда, преодолеть которую не представляется возможным.
В следующем году Барроу спланировал ещё две экспедиции в Арктику. Морская экспедиция под командованием Уильяма Эдварда Парри должна была продолжить работу Росса, продолжив поиски Прохода от пролива Ланкастер. В то же время, вторая сухопутная экспедиция должна была проследовать к канадскому побережью вдоль реки Коппермайн и нанести на карту как можно большую часть побережья, и, возможно, даже встретиться с кораблями Парри. На роль руководителя этого предприятия был выбран лейтенант Джон Франклин, годом ранее командовавший одним из экспедиционных судов Бьюкена.

## Планирование экспедиции

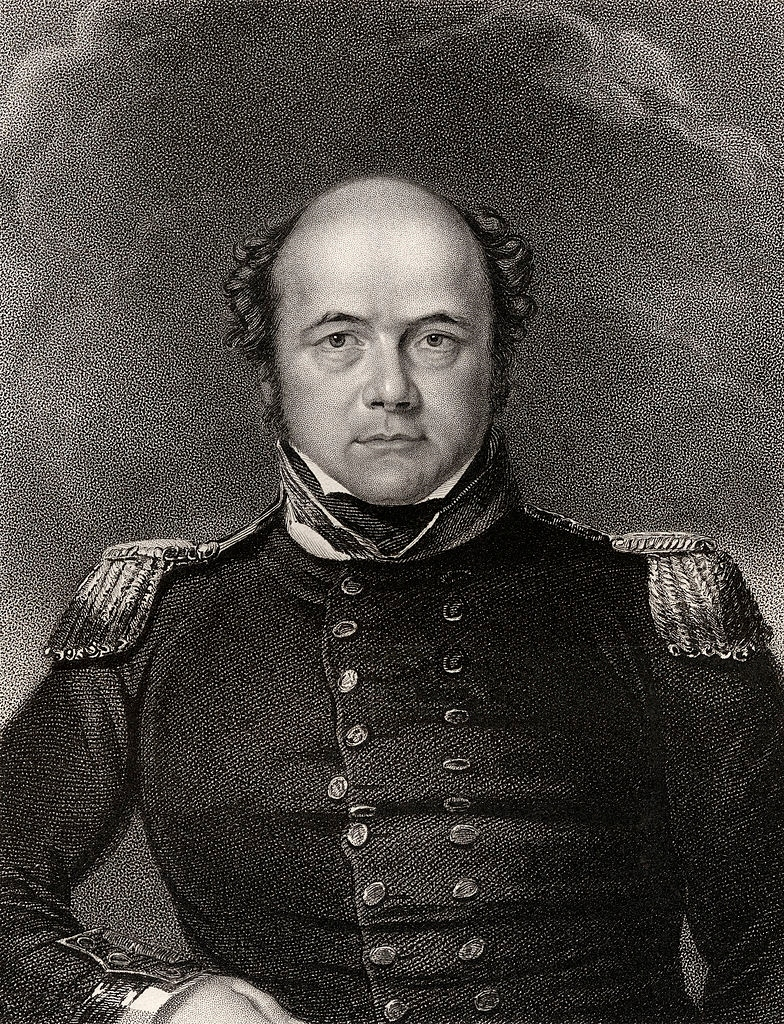
Лейтенант Джон Франклин, глава экспедиции

Полученные Франклином инструкции носили весьма общий характер. Он должен был продвигаться по суше до Большого Невольничьего озера, а оттуда — спуститься вдоль реки Коппермайн до побережья. Достигнув берега, ему предписывалось направиться на восток в сторону Репалс-Бей на встречу с кораблями Парри. Однако, Франклину также был предоставлен выбор идти на запад и нанести на карту береговую линию между реками Коппермайн и Маккензи или даже двигаться на север, к ранее неизведанным морям.
Ещё более серьёзный характер, чем двусмысленные инструкции, носило то, что экспедиция была организована с весьма ограниченным бюджетом. Франклину разрешили взять в экспедицию лишь минимальное число военных моряков. Ими были врач, натуралист и помощник командира Джон Ричардсон, двое мичманов — Джордж Бак и Роберт Хук, который ещё в 1818 году ходил на одном из судов Бьюкена, и матрос Джон Хепберн. Остальной персонал Франклин должен был нанять уже в ходе экспедиции. Помощь должны были оказать вояжёры Компании Гудзонова залива аборигено-французского происхождения и её конкурента — Северо-Западной компании, а индейцы местного племени Йеллоунайф, согласно плану, должны были выступить в качестве проводников и обеспечить экспедицию пропитанием.

## Из Англии до форта Энтерпрайз
Экспедиция отплыла от причалов города Грейвсенд 23 мая на корабле Компании Гудзонова залива спустя три месяца планирования и сразу же столкнулась с трудностями. Корабль ненадолго остановился у побережья Норфолка, где у Бака были неотложные дела. Однако, прежде чем он вернулся, подул попутный ветер и корабль отплыл, оставив Бака на берегу, чтобы он добирался до следующей планируемой стоянки на Оркнейские островах самостоятельно. Более серьёзная проблема возникла в Стромнессе, когда Бак, уже воссоединившись с экспедицией, попытался нанять местных лодочников для первой части похода. Однако, народ в Стромнессе, как оказалось, испытывал гораздо более слабую заинтересованность в предприятии, чем предполагалось. Нанять удалось лишь четверых человек, и только с условием дойти лишь до форта Чипевиан на озере Атабаска.
30 августа люди Франклина достигли Йорк-Фэктори, главного порта на юго-западном побережье Гудзонова залива, чтобы начать оттуда 1700-мильный (2700 км) поход к Большому Невольничьему озеру. Здесь экспедиция рассчитывала получить помощь от Компании Гудзонова залива и Северо-Западной компании. Однако, они уже несколько лет вели затяжную торговую войну, а потому смогли выделить крайне малое количество ресурсов для нужд предприятия Франклина. Он взял с собой небольшую лодку (которая была слишком мала для погрузки на неё всего необходимого), и, исполненный уверенности, что другие лодки будут отправлены следом, отправился по обычному торговому пути до Камберленд Хаус (в то время поселение состояло из бревенчатой хижины, служившей домом для 30 рабочих Компании Гудзонова залива). Там экспедиция осталась на зимовку. Зима выдалась суровой, а прибывшие однажды местные индейцы поведали о том, что дичи стало настолько мало, что некоторые их семьи были вынуждены ради выживания прибегнуть к каннибализму.

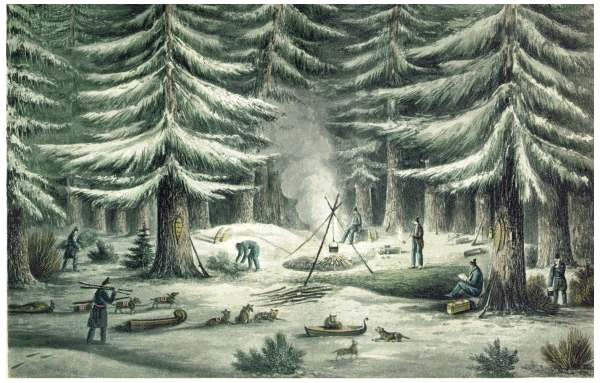
Строительство лагеря для первой зимовки

В январе 1820 года Франклин, Бак и Хепберн во главе сформированного отряда должны были пройти через сосновые леса в форт Чипевиан, нанять там вояжёров и организовать таким образом поставки для следующего этапа экспедиции. Под руководством канадских проводников британцам, которые не имели опыта в условиях суровой канадской зимы, поход дался очень тяжело. Ртуть в их термометрах на морозе затвердевала, а чай превращался в лёд. Имея одни лишь одеяла, им приходилось по ночам зарываться в снег для дополнительной теплоизоляции. Франклин позже напишет, что поход состоял «из смеси благоприятных и неблагоприятных обстоятельств. Если взвесить их сумму, я подозреваю, что последние значительно перевесили бы».
Группа прибыла в форт Чипевиан в конце марта, пройдя 857 миль (1379 км) за шесть недель. Оказавшись там, Франклин обнаружил, что снарядить экспедицию будет значительно сложнее, нежели он ожидал. Суровая зима означала, что запасы продовольствия практически отсутствуют, и ему прошлось довольствоваться лишь весьма смутным обещанием местных охотников, что они станут добывать пропитание прямо во время пути, и что якобы вождь индейцев реки Коппермайн окажет им помощь. Кроме того, лучшие вояжёры были вовлечены в конфликт между двумя торговыми компаниями, а потому не хотели рисковать, путешествуя по неизведанной местности, далеко за пределами своих обычных районов промысла. В конце концов, Франклину удалось набрать группу из шестнадцати вояжёров, но большинство из них не соответствовали первоначально установленным критериям.

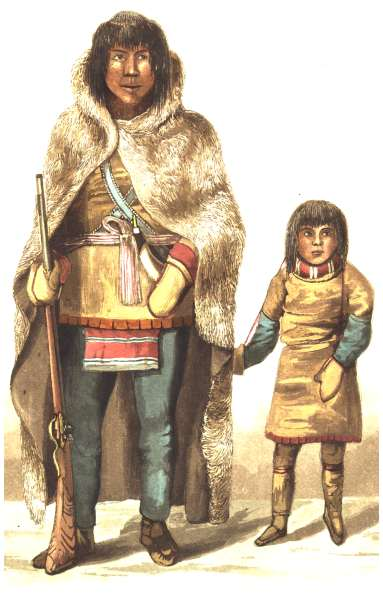
Вождь Акэйчо, на помощь которого рассчитывал Франклин, со своим сыном

Воссоединившись с Худом и Ричардсоном, они в июле 1820 года двинулись от форта Чипевиан непосредственно к Большому Невольничьему озеру. Через десять дней группа достигла форта Провиденс, находящегося на северо-западном берегу. Там они встретили Акэйчо (в пер. Большая нога), вождя племени Йеллоунайф, людям которого Северо-западная компания поручила выступить в качестве проводников и охотников в экспедиции Франклина. Акэйчо, описанный как «весьма проникновенный и проницательный человек», понимал концепцию Северо-западного прохода, и внимательно слушал, когда Франклин объяснял, что Проход будет способствовать процветанию его народа. Однако, видимо поняв, что Джон Франклин несколько преувеличивает выгоду, поставил вопрос, на который тот ответить не смог: почему, если Проход был настолько важен для торговли, он не был открыт ранее?
Акэйчо обсудил с Франклином условия договора. В обмен на списание долгов племени Северо-Западной компанией и некоторое количество поставок оружия, боеприпасов и табака, его люди готовы были выступить в качестве охотников и проводников во время похода Франклина вниз по реке Коппермайн и запасти продовольствие для его возвращения. Тем не менее, они не должны были ступать на земли инуитов (эскимосов), лежащие на северной стороне реки (индейцы и эскимосы испытывали друг к другу враждебность и недоверие, особенно после учинённой индейцами в 1771 году ночной резни в лагере эскимосов). Акэйчо также предупредил Франклина: в связи с суровой зимой он не может гарантировать, что пищи всегда будет хватать.
Остаток лета Франклин провёл в походе на север к точке на берегу реки Коппермайн, которую Акэйчо избрал местом зимовки. Пища тем временем стремительно заканчивалась, и вояжёры стали терять доверие к руководителям экспедиции. Угроза Франклина применять тяжкие телесные наказания предотвратила мятеж, но и подорвала у людей остатки доброй воли. Лагерь, который Франклин назвал фортом Энтерпрайз, был достигнут без дальнейших инцидентов. Для зимовки в нём были построены деревянные хижины.

## Река Коппермайн и арктическое побережье

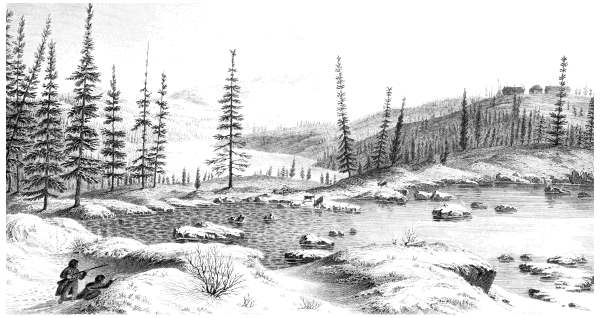
Зимовка в форте Энтерпрайз

Вторая зимовка далась ещё сложнее. Поставки осуществлялись от случая к случаю, ведь обе компании предпочитали, чтобы их осуществил конкурент. Боеприпасов не хватало, а индейские охотники были не столь хороши, как ожидалось в начале. В конце концов, когда экспедиция была на грани голода, Джордж Бак был отправлен обратно в форт Провиденс, чтобы призвать компании хоть к каким-либо действиям. После похода протяжённостью в 1200 миль (1900 км) на снегоступах, зачастую используя лишь одеяло в качестве крова и при температуре около −67 °F (-55 ° С), он вернулся с грузами для удовлетворения самых неотложных потребностей экспедиции.

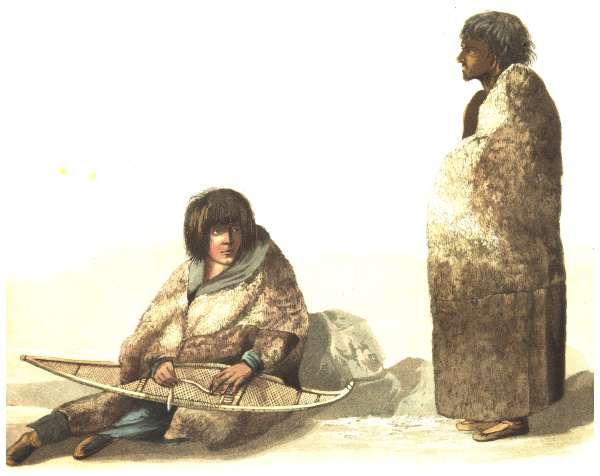
Зелёный чулок (слева), индейская девушка, из-за которой двое людей Франклина пытались драться на дуэли

Тем временем, беспорядки в лагере продолжались. Вояжёры, во главе с двумя переводчиками, Пьером Сен-Жерменом и Жан-Батистом Адамом, вновь взбунтовались. На этот раз угрозы лейтенанта Франклина не возымели действия. Сен-Жермен и Адам утверждали, что оставаться на этом месте — верная смерть, а потому угроза казни за мятеж могла вызвать лишь смех. Уиллард Вентцель, представитель Северо-Западной компании, в конечном итоге, смог восстановить шаткое перемирие. Но не успело пройти много времени, как вернувшийся Бак и Худ стали соперниками в любви к индейской девушке по прозвищу Зелёный чулок. Дело дошло до попытки дуэли, однако матрос Хепберн втайне разрядил их ружья. Ситуация стабилизировалась, когда Бак был отправлен к форту Чипевиан (1100 миль) за топливом. Худ впоследствии стал отцом ребёнка девушки.
С наступлением лета у Франклина имелись очень смутные планы на ближайший сезон. Он решил обследовать места к востоку от устья реки Коппермайн в надежде встретить корабли Парри, либо достичь Репалс-Бей, где он смог бы пополнить запасы у местных эскимосов и вернуться на Йорк-фэктори через Гудзонов залив. Если же Парри прибыть не сможет, или по какой-то причине группа Франклина не достигнет Репалс-Бей, они будут вынуждены изменить маршрут и, если то будет возможно, вернутся в форт Энтерпрайз через неизведанные Бесплодные земли к востоку от реки.

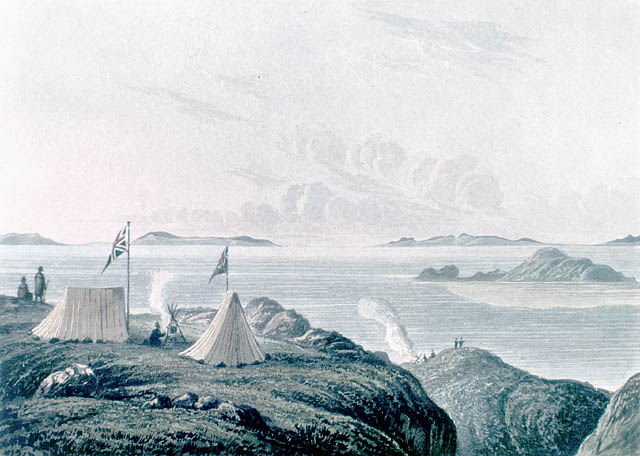
Лагерь Франклина в устье реки Коппермайн

Путешествие вниз по реке заняло значительно больше времени, нежели предполагал Франклин. Он утратил веру в своих индейских проводников, которые, как оказалось, знали местность ненамного лучше его самого. Проводники неустанно заверяли, что море уже близко, однако увидеть Северный Ледовитый океан группа смогла лишь 14 июля. Незадолго до этого экспедиция наткнулась на стоянку эскимосов. Её обитатели бежали от нежданных гостей, что разрушило надежды Франклина на пополнение запасов экспедиции. Стоянка стала зловещим свидетельством нехватки продовольствия в том районе: в ней была обнаружена лишь тухлая рыба и сушёное мясо мышей и мелких птиц.
Индейцы повернули к дому, как и было согласовано ранее. Вместе с ними ушёл Уиллард Вентцель, а Франклин тем временем остался с 15 вояжёрами и лишь четырьмя британцами. Он приказал уходящим, чтобы они сооружали по пути склады с пропитанием и, самое главное, в форте Энтерпрайз должно было быть заготовлено много сушеного мяса. В связи с окончанием сезона, Франклин понимал, что последний пункт очень важен: если он не сможет, что вполне вероятно, достичь Репалс-Бей, а море замёрзнет и воспрепятствует возвращению экспедиции к устью реки, то он будет вынужден возвращаться через Бесплодные земли. В связи с этим, существовал реальный риск, что по достижении Форта, люди будут близки к голодной смерти. Франклин повторял снова и снова, что их выживание будет зависеть от наличия запасов в форте.

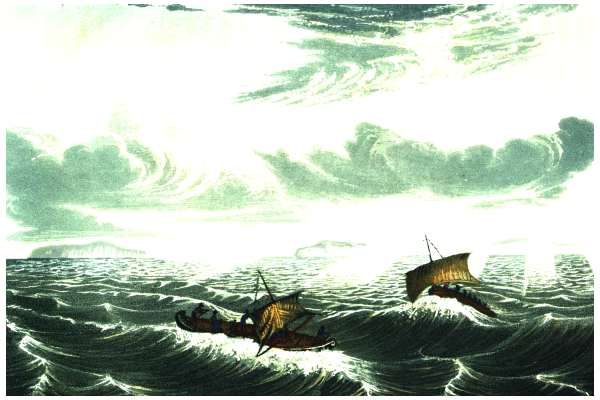
Каноэ Франклина во время бури 23 августа

В устье реки экспедиционеры отправились на восток в трёх каноэ и с запасом еды на 14 дней. Однако их продвижение сдерживали постоянные бури, часто причинявшие ущерб каноэ, а попытки охотиться были столь неудачными, что Франклин начал подозревать вояжёров в намеренном саботаже с целью заставить группу повернуть назад. После прохождения 500 миль (800 км) вдоль побережья Франклин сделал остановку 22 августа 1821 года на мысе полуострова Кент, который он назвал Тернагейном. Как он и боялся, состояние каноэ, бурное море и уже начавшаяся зимняя миграция оленей сделали возвращение к реке Коппермайн практически невозможным, а потому группа решила двинуться к реке Худ и оттуда через Бесплодные земли идти к форту Энтерпрайз. Группа достигла устья реки на третий день пути.

## Возвращение в Форт Энтерпрайз

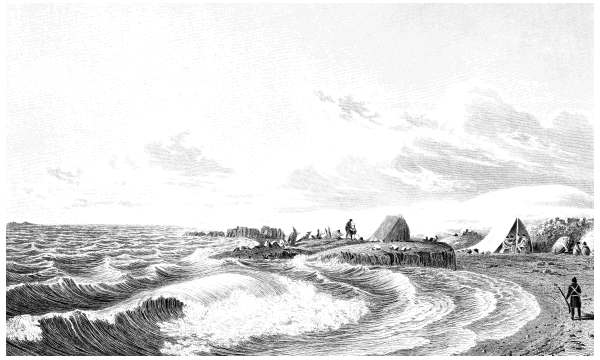
Лагерь экспедиции на мысе Тернагейн

Поход по Бесплодным землям давался очень тяжело. Земля была усеяна острыми камнями, которые вспарывали сапоги и ноги, постоянно угрожали серьёзными травмами. Ричардсон отметил, что «если кто-то сломает здесь конечность, его судьба будет печальна, мы не сможем остаться с ним или нести его на себе». Тяжёлые каноэ (хотя морские каноэ были разобраны ещё в устье реки и собраны из их материалов две каноэ поменьше) были окончательно повреждены вояжёрами (Франклин подозревал, что случайностью это не было) и пришли в полную непригодность. Зима настала рано, дичи же было ещё меньше, чем в прошлом году, и 7 сентября запас продуктов у экспедиции был окончательно исчерпан. Помимо редко попадавшихся оленей, им приходилось питаться лишь лишайником, и иногда — гниющими остатками от загнанной волками дичи. Экспедиционеры вынуждены были прибегнуть к отчаянным мерам — они сварили и съели кожу с запасных сапог.

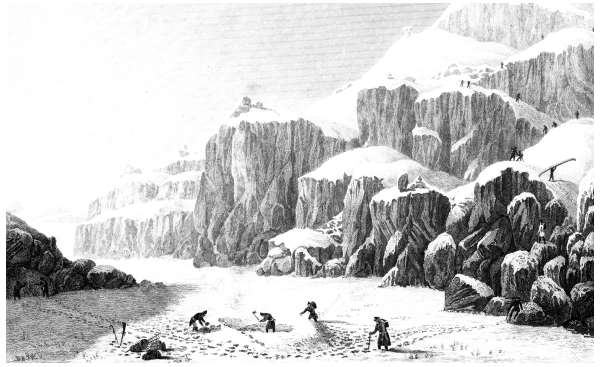
Отряд готовит лагерь и собирает лишайник в Бесплодных землях, 20 сентября 1821

Вояжёрам, которые несли в среднем по 90 фунтов (41 кг) каждый, при заключении договора был обещан рацион в 8 фунтов (3,6 кг) мяса в день. Наиболее голодные вскоре вновь начали проявлять недовольство и стали тайком выбрасывать тяжёлые грузы, в том числе и рыболовные сети. Ричардсон писал, что они «стали безрассудными и совершенно не подчинялись командам офицеров». Единственное, что удерживало их от массового дезертирства и попытки достичь форта Энтерпрайз самостоятельно, было незнание дороги к нему. Тем не менее, они стали осознавать, что сам  Франклин плохо представлял, куда им идти: магнитная девиация в этой области была неизвестна, а постоянная облачность сделала ориентирование по солнцу невозможным. Полномасштабного бунта удалось избежать лишь в силу достижения 26 сентября полноводной реки, которая, без сомнения, была рекой Коппермайн.
Радость по достижении реки быстро превратилась в отчаяние, когда стало понятно, что без лодки пересечь реку возможным не представляется, хотя форт Энтерпрайз, по оценкам Франклина, лежал всего в 40 милях (64 км) на противоположном берегу. Река имела быстрое течение, и в ширину достигала 120 ярдов (110 м). Поиски брода оказались тщетными. Вояжёры, по словам Ричардсона, «горько проклинали себя за глупость повредить каноэ» и стали «небрежными и непослушными… перестали бояться наказания и утратили надежду на награду». Один из них, Жанинас, сбежал, пытаясь спастись самостоятельно, и назад не вернулся. Ричардсон сам рискнул жизнью в попытке переплыть реку, обвязавшись предварительно верёвкой вокруг талии. Но после потери чувствительности в конечностях и, следовательно, возможности бороться с течением, его вытащили обратно на берег. Переохлаждение подорвало последние силы Ричардсона и сделала его практически недееспособным.

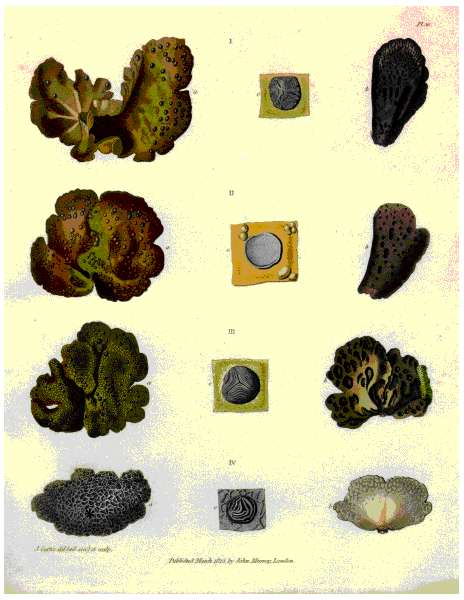
Виды лишайника, которыми питались члены экспедиции за неимением других продуктов

Участники экспедиции быстро слабели от голода, но ситуацию спас Сен-Жермен, у него одного хавтило сил и воли, чтобы построить одноместное каноэ из ивовых прутьев и парусины. 4 октября он переправился через реку и протянул между берегами верёвку. Остальные благополучно переправились следом за ним, хотя лодка с каждым разом всё глубже погружалась в воду.
Форт Энтепрайз оказался менее чем в недельном переходе, но это расстояние стало непреодолимым барьером для  ослабевших людей. Двое вояжёров, Кредит и Валиант, рухнули и остались лежать там, где упали. Ричардсон и Худ были слишком слабы для продолжения пути. Франклин принял решение разделить группу. Джордж Бак, единственный ныне трудоспособный офицер, был отправлен вперёд с тремя вояжёрами, чтобы принести еду из форта Энтерпрайз. Группа Франклина следовала за ними, но значительно медленнее. Худ и Ричардсон остались в лагере вместе с Хепберном, который взялся за ними ухаживать, в надежде, что одна из двух групп сможет вернуться с едой. Франклин был обеспокоен, что оставляет своих людей, но Худ и Ричардсон настаивали на том, что без них группа будет иметь гораздо больше шансов на спасение.
Группа Франклина ещё не успела уйти далеко, когда четыре заготовщика меха, Мишель Терохаут, Жан-Батист Беланжер, Перро и Фонтано, заявили, что они не в состоянии идти дальше и попросили разрешения вернуться в лагерь к Худу и Ричардсону. Франклин дал согласие и продолжил путь с пятью оставшимися людьми, слабеющими с каждым днём. Дичь невозможно было найти, даже если бы кто-либо из них теперь имел достаточно сил для удержания винтовки. Тогда Франклин и сделал свою ставшую знаменитой запись: «лишайник мы не нашли, поэтому пили чай и съели наши башмаки на ужин».
Франклин со своими людьми достиг форта 12 октября, спустя 2 дня после прибытия туда группы Бака. Однако, он обнаружил лагерь пустым и без продовольствия. Никакого обещанного сушеного мяса в нём не имелось, как не имелось и ничего другого, что можно было бы есть. В лагере были лишь прошлогодние кости от животных, убитых для того, чтобы сделать из их меха подстилки, и немного лишайника. Из найденной записки, оставленной Баком, Франклин узнал, что первая группа продолжила путь и направилась к форту Провиденс искать Акэйчо с его индейцами. Люди Франклина впали в отчаяние. Двое вояжёров, Аугусто и Бенуа, отправились вверх по реке в надежде повстречать индейцев. Остальные же были слишком слабы, чтобы куда-то идти. Ещё двое вояжёров плакали, лёжа ниц, и ждали смерти. Обычно оптимистичный Франклин писал о том, что силы быстро покидают его. Ни один из них не ел мяса уже на протяжении четырёх недель.

## Убийство
Из четырёх вояжёров, отправленных Франклином обратно в лагерь, лишь один достиг его. Это был Мишель Терохаут, которому потребовалось четыре дня, чтобы покрыть 4 мили (6,4 км) пути. Он рассказал британцам, что якобы опередил других и ожидает их прихода позже. Сомнения, которые, возможно, породила его история у офицеров, уступили место чувству благодарности, когда Терохаут предоставил им мясо зайца и куропатки, которых ему удалось подстрелить по дороге. Два дня спустя он отправился на охоту и принёс мясо волка. Англичане были в восторге и с вожделением поедали мясо.
Однако, в течение следующих нескольких дней, поведение Мишеля становилось всё более неуравновешенным. Он исчезал на короткие промежутки времени, отказываясь после говорить, куда он ходил. Он не мог собирать лишайник. Когда его спросили про охоту, он отказался идти, заявив, что «нет здесь никаких животных, вы бы лучше убили и съели меня». Позже он обвинил британцев в том, что те съели его дядю.
В какой-то момент (из дневника Ричардсона не ясно, в какой именно), Ричардсон и Худ стали подозревать, что Мишель убил троих пропавших без вести своих спутников и исчезал из лагеря, чтобы питаться их трупами. «Волчье мясо», которое они ели, вероятно, было человеческой плотью. Затем, 20 октября, когда Ричардсон и Хепберн собирали лишайник, они услышали в лагере выстрел. По прибытии в него, они обнаружили убитого Худа и стоящего возле него Мишеля с пистолетом в руке.
Мишель пояснил, будто бы Худ чистил своё ружьё и выстрелил себе в голову. Это заявление выглядело абсурдным: ружьё было слишком длинным, чтобы человек мог совершить самоубийство. Более того, выстрел был произведён в затылок и, по-видимому, когда Худ читал книгу. Мишель был хорошо вооружён, и Хепберн с Ричардсоном ничего не могли поделать в течение трёх дней. Между тем, Терохаут становился всё более агрессивным и постоянно спрашивал британцев, не считают ли они, что это он убил Худа. Наконец, 23 октября Мишель оставил их на короткое время, чтобы собрать лишайник. Ричардсон воспользовался удобным случаем, зарядил пистолет, и по возвращении Мишеля, застрелил его.

## Спасение
Ричардсон и Хепберн 29 октября с трудом достигли форта Энтерпрайз самостоятельно, и были потрясены сценой, свидетелями которой они стали. Из четырёх обитателей форта лишь Пельтье имел достаточно сил, чтобы встать и поприветствовать пришедших. Половицы были извлечены и пошли на дрова, а шкуры, которыми некогда завешивали окна, были съедены. Ричардсон писал, что лица Франклина и его товарищей «были ужасными, глаза расширенными, а голоса замогильными».
В течение следующей недели люди питались одним лишайником и гнилыми оленьими шкурами, которые ели вместе с опарышами, «изысканными, как крыжовник». Двое вояжёров, Пельтье и Самандрэ, умерли в ночь на 1 ноября. Третий, Адам, также был очень близок к смерти. Конечности Хепберна начали отекать из-за недостатка белка. Наконец, 7 ноября прибыла помощь в лице трёх индейцев Акэйчо, с которыми встретился Бак (также потерявший от голода одного человека). Индейцы принесли пойманную рыбу, и отнеслись к выжившим с «такой же нежностью, какой одарили бы собственных детей». После недельного восстановления сил, они покинули форт Энтерпрайз 15 ноября, и прибыли в форт Провиденс 11 декабря 1821 года.
Акэйчо дал объяснения, почему в форте Энтерпрайз не была заготовлена пища. Одной из причин было то, что трое из его охотников погибли, когда провалились под лёд на замёрзшем озере, а в форте Провиденс отсутствовали боеприпасы. Главная же причина заключалась в том, что он считал экспедицию белых величайшей глупостью, не верил в возможность их возвращения, а потому не стал возвращаться в форт Энтерпрайз. Несмотря на это, Франклин не винил людей Акэйчо, которые многое сделали во имя его спасения и не получили за это обещанное вознаграждение из-за конфликта торговых компаний.

## Историческое и культурное наследие

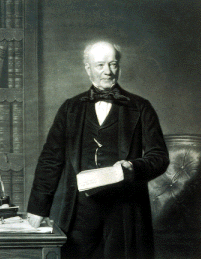
Джордж Симпсон, наиболее ярый критик Франклина

Экспедиция стала катастрофой. Франклин прошёл 5500 миль (8900 км) и потерял 11 из 19 своих людей, отметив на карте лишь небольшую часть береговой линии. Он не достиг Репалс-Бей и не встретил судна Парри. Когда в июле 1822 года группа вернулась на Йорк-фэктори, Джордж Симпсон из Компании Гудзонова залива, который с самого начала был противником экспедиции Франклина, писал, что люди Франклина не могут поведать до конца «подробности своего гибельного предприятия, и, я боюсь, что они не полностью достигли цели своей миссии». Симпсон и вояжёры, знавшие местность, критиковали никудышное планирование экспедиции и поставили под сомнение компетентность Франклина. Его нежелание отклоняться от первоначального плана, даже когда стало ясно, что провизии будет недоставать для безопасного завершения похода, было названо негибкостью и неспособностью адаптироваться к меняющейся ситуации. Если бы Франклин имел больше опыта, он мог бы пересмотреть цели экспедиции, или отказаться от её продолжения вообще. В числе прочего, в письме Симпсона, в резких выражениях говорится о плохой физической форме главы экспедиции: «у него нет физической мощи, требуемой для путешествия по этой стране; ему требуется трёхразовое питание, ему необходим чай, он не может даже с превеликим напряжением пройти больше 8 миль в день». Однако следует иметь в виду, что Симпсон, когда писал эти строки, являлся представителем Компании Гудзонова залива, тогда как Северо-Западная компания в условиях торговой войны Франклина поддерживала.
Известие о смерти Роберта Худа и Мишеля Терохаута породило волну тёмных слухов. Единственным свидетельством случившегося был отчёт Ричардсона, опубликованный им после консультации с Франклином. Ничто в этом отчёте не опровергало домыслов о том, что именно Ричардсон и Хепберн могли убить и съесть Худа и четырёх вояжёров Уиллард Вентцель, переводчик и представитель Северо-Западной компании, обвинённый в неспособности обеспечить форт Энтерпрайз своевременными поставками, зашёл ещё дальше и обвинил Ричардсона в убийстве, потребовав привлечь того к суду. Бак впоследствии написал ему в письме: «по-правде говоря, Вентцель, всё произошедшее не нужно афишировать». Адмиралтейство не стало проводить официальное расследование.

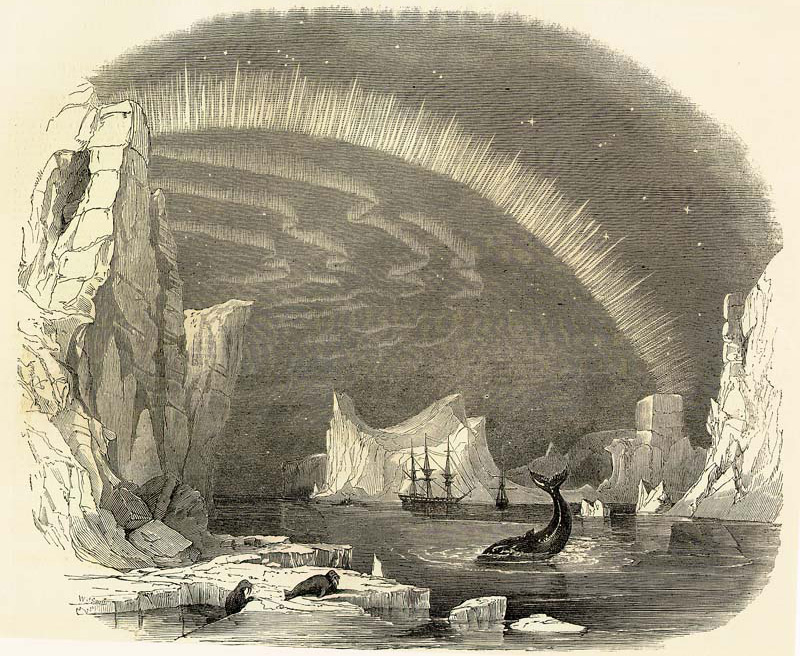
Викторианское романтическое представление об Арктике

По возвращении Франклина в Англию все слухи, критика и невыполнение поставленной задачи были забыты, уступив место народному восхищению его мужеством перед лицом трудностей. Франклин, который во время своего отсутствия был произведён в коммандеры, теперь стал капитаном. 20 ноября 1822 года он был избран членом Королевского общества, в то время как Джордж Бак стал лейтенантом. Отчёт Франклина об экспедиции, опубликованный в 1823 году, считался классикой литературы о путешествиях. Издательство не могло удовлетворить спрос, и книга продавалась с рук по десять гиней за экземпляр. Предисловие к одному из поздних переизданий написал Р. Ф. Скотт. В связи с отчаянными мерами, к которым прибег в ходе экспедиции Франклин, он стал известен под ласковым прозвищем «Человек, который съел свои башмаки».
В 1825 году Франклин предпринял ещё одну арктическую экспедицию. С группой, в которую входили Ричардсон и Бак, он отправился вниз по реке Маккензи для нанесения на карту остальной части побережья Канады. На этот раз экспедиция была организована лучше, меньше зависела от посторонней помощи, и все основные задачи были выполнены. В течение многих лет после этого Франклин не ходил в арктические районы, а исполнял обычные обязанности капитана Королевского флота. С 1839 года являлся лейтенант-губернатором Земли Ван-Димена. В 1843 году был снят с должности и отозван в Лондон. А уже в 1845 году Франклин был избран руководителем своей последней экспедиции в Арктику, которая была призвана всё же отыскать Северо-западный проход. Вместе со всем экипажем (128 человек) и двумя экспедиционными кораблями он пропал, и тайна его участи до сих пор не разгадана в полной мере.
История экспедиции по реке Коппермайн оказала влияние на Руаля Амундсена, который, в конечном итоге, стал первым человеком, прошедшим по Северо-Западному проходу, а также первым достиг Южного полюса. В возрасте 15 лет он прочёл отчёт Франклина, и решил, что хочет стать полярным исследователем. Впоследствии он вспоминал:

Довольно странно, что больше всего в повествовании меня привлекали страдания, через которые пришлось пройти сэру Джону и его спутникам. Охваченный необъяснимым порывом, я желал тоже однажды испытать всё это. Возможно, юношеский идеализм, часто принимающий форму мученичества, заставлял меня видеть себя крестоносцем арктических исследований.— Р. Амундсен

## Комментарии
1. ↑  На самом деле морского прохода в Канадской Арктике, который был бы свободен ото льда достаточно часто, чтобы быть действительно выгодным с экономической точки зрения, не существует. Хотя это может измениться уже в ближайшее десятилетие из-за глобального потепления.
2. ↑  Был ещё второй матрос, Сэмюэль Уилкс, но по прибытии в Канаду он заболел и не принимал дальнейшего участия в экспедиции.